# 무함마드 엘네니
무함마드 나세르 엘사예드 엘네니(아랍어: محمد ناصر السيد النني, 흔히 성(姓)을 엘네니로도 표기, 1992년 7월 11일 마할라알쿠브라 ~ )는 이집트의 축구 선수로, 현재 UAE 프로리그의 알자지라에서 뛰고 있다. 그의 주발은 오른발이다. 그는 2012년 하계 올림픽에서 이집트 U-23 축구 국가대표팀 선수로 활약하였다.

## 클럽 경력

### 알모카을룬
엘네니는 알아흘리의 유소년 팀에서 축구를 시작하였다. 2008년, 그는 2007-08 시즌 도중에 알모카을룬으로 이적하였다. 엘네니는 1군으로 승격되어 주전을 꿰찼다. 2012년 2월 초에 벌어진 포트사이드 경기장 참사 이후, 2011-12 시즌의 이집트 프리미어리그 향후 일정은 모두 연기되었다. 2012년 3월 10일, 이집트 축구 협회는 시즌 잔여 기간의 모든 일정을 중단하기로 발표했다. 사태 이후, 엘네니는 이집트 국가대표팀이나 U-23 국가대표팀에서만 활약할 수 있었다.

### 바젤
바젤은 엘네니를 얼마동안 주시하고 있었고, 2013년 1월 14일부터 24일까지 클럽의 훈련장인 에스테포나에 초대하였다. 2013년 1월 18일, 엘네니는 1-1로 비긴 스테아우아 부쿠레슈티와의 친선경기에서 비공식 데뷔전을 가졌다. 엘네니는 2013년 1월 29일 훈련에서 무라트 야킨 바젤 감독의 눈도장을 찍었고, 2013년 6월까지 유효한 바젤과의 임대 계약을 체결하는 것으로 귀결되었다. 2013년 2월 10일, 엘네니는 3-0으로 이긴 시옹과의 홈경기에서 후반전에 교체 투입되며 공식 바젤 데뷔전을 치르었다.
스위스 슈퍼리그 2012-13 시즌이 종료되었을 때, 엘네니는 바젤에서 리그 우승과 스위스컵 준우승을 이룩하였다. UEFA 유로파리그 2012-13에서 바젤은 준결승전까지 진출하여, UEFA 챔피언스리그의 디펜딩 챔피언인 첼시를 상대하였으나, 홈과 원정에서 모두 패하며, 합계 2-5로 탈락하였다.
2013년 5월, 바젤은 이 이집트 미드필더를 완전 영입할 결정권을 지니게 되었다. 그는 2017년 6월 30일까지 유효한 4년 계약을 체결하였다. 그는 2014년 4월 16일, 취리히와의 장크트 야콥 파크 홈경기에서 팀의 마지막 득점이자 자신의 바젤 첫 골을 성공시키며 4-2 승리에 일조하였다. 스위스 슈퍼리그 2013-14 시즌 종료 후, 엘네니는 바젤에서 또다시 리그 우승을 거두었다. 바젤은 스위스컵 2013-14 결승전에도 진출하였으나, 연장 접전 끝에 취리히에게 0-2로 패하였다. UEFA 챔피언스리그 2013-14 시즌에, 바젤은 조별 리그를 3위로 마쳤다. 그에 따라 UEFA 유로파리그 토너먼트전에서 8강까지 올라갔다.

## 국가대표팀 경력

### 청소년 국가대표팀
포트사이드 경기장 참사에서 기술된 바와 같이, 이집트 프리미어리그 2011-12의 잔여 일정이 연기되면서 중단되었다. 사태 이후, 엘네니는 이집트 국가대표팀과 이집트 U-23 국가대표팀에서만 활약할 수 있었다. U-23 국가대표팀의 주 목표는 올아프리카 게임과 올림픽 본선에 진출하는 것이었고, 이 목표는 엘네니의 맹활약으로 달성할 수 있었다. 2012년 하계 올림픽 축구 남자부 토너먼트에서 그는 4경기에 모두 출전하였다. 팀은 8강에 진출하였으나, 일본에 패하며 탈락하였다.

### 성인 국가대표팀
현재까지, 엘네니는 이집트 성인 국가대표로 67경기에 출전하여 6골을 득점하였다.

### 국가대표팀 득점 기록
아래의 점수에서 왼쪽의 점수가 이집트의 점수이다.
| #  | 날짜             | 경기장                                    | 상대     | 점수 | 최종결과 | 대회                              |
| -- | ---------------- | ----------------------------------------- | -------- | ---- | -------- | --------------------------------- |
| 1. | 2014년 6월 4일   | 브리스번 로드, 런던, 잉글랜드             | 자메이카 | 1–0  | 2–2      | 친선경기                          |
| 2. | 2014년 10월 10일 | 보츠와나 국립경기장, 가보로네, 보츠와나   | 보츠와나 | 1–0  | 2–0      | 2015년 아프리카 네이션스컵 예선전 |
| 3. | 2015년 11월 17일 | 보르그엘아랍 경기장, 알렉산드리아, 이집트 | 차드     | 1–0  | 4–0      | 2018년 FIFA 월드컵 예선전         |
| 4. | 2017년 2월 5일   | 스타드 당공제, 리브르빌, 가봉             | 카메룬   | 1–0  | 1–2      | 2017년 아프리카 네이션스컵        |
| 5. | 2017년 3월 28일  | 보르그엘아랍 경기장, 알렉산드리아, 이집트 | 토고     | 3–0  | 3–0      | 친선경기                          |
| 6. | 2018년 9월 8일   | 보르그엘아랍 경기장, 알렉산드리아, 이집트 | 니제르   | 6–0  | 6–0      | 2019년 아프리카 네이션스컵 예선전 |

## 수상
바젤
- 스위스 슈퍼리그: 2012–13, 2013–14
- 우어렌컵: 2013
- 스위스컵 준우승: 2012–13, 2013–14

## 같이 보기
- A매치 100경기 이상 출전한 축구 선수 명단